# 사쿠마정
사쿠마정(佐久間町)은 시즈오카현에 존재했던 정이며 이와타군에 속했다, 현 서부(엔슈)의 기타엔이라 불리는 지역에 있었다.
2005년 7월 1일 주변 10개 시정촌과 함께 하마마쓰에 편입 합병되어 소멸하였다. 동시에 「지방 자치법」 제202조의 4에 근거한 「사쿠마 지역 자치구」가 설치되었다.2007년 4월 1일 하마마쓰가 정령지정도시로 승격함에 따라 덴류구의 일부가 되었다. 정령시화 후에도 사쿠마 지역 자치구는 존속했지만, 2012년 3월 31일부로 폐지되었다.

## 역사
- 1889년 10월 1일 - 정촌제 시행으로 도요타군 우라카와촌, 사쿠마촌, 야마카촌, 슈치군 오쿠야마촌이 성립하였다.
- 1896년 4월 1일 - 우라카와촌, 사쿠마촌, 야마카촌이 이와타군에 이동하였다.
- 1920년 10월 1일 - 우라카와촌이 정으로 승격해 우라카와정이 되었다.
- 1925년 5월 10일 - 슈치군 오쿠야마촌이 정으로 승격해 미사쿠보정으로 개칭하였다 .
- 1956년 9월 30일 - 우라카와촌, 사쿠마촌, 야마카촌, 오쿠야마촌이 합병과 동시에 정으로 승격해 사쿠마정이 되었다.
- 1965년 - 사쿠마 주파수 변환소가 운전을 개시하였다.
- 2005년 7월 1일 - 하마마쓰시에 편입돼 소멸하였다. 사쿠마정에 있던 글자의 명칭을 사쿠마 정이라고 붙인 것으로 변경했다.

## 교통

### 철도
- 도카이 여객철도 이다선

### 도로
- 국도 152호선
- 국도 474호선